# 꼴통 2인조
"꼴통 2인조"는 2020년에 개봉한 대한민국의 영화이다.

## 캐스팅
- 차지혁 : 장휘 역
- 황윤성 : 강민규 역
- 천희주 : 임유영 역
- 진호은 : 남길훈 역
- 강신형 : 한정만 역
- 하지완 : 장형진 역
- 김범태 : 김이랑 역
- 박진호 : 박강용 역
- 문만승 : 박진태 역
- 윤주현 : 강진웅 역
- 장창완 : 진운 역
- 박시윤 : 동운 역
- 김동규 : 민충식 역
- 임채훈 : 스파링 1 역
- 오경훈 : 스파링 2 역
- 이상훈 : 스파링 3 역
- 김성도 : 스파링 4 역
- 김용명 : 스파링 5 역